# Erebia dolomitana
Erebia dolomitana är en fjärilsart som beskrevs av Karl Schawerda 1911. Erebia dolomitana ingår i släktet Erebia och familjen praktfjärilar. Inga underarter finns listade i Catalogue of Life.